# 타라 모리스
타라 모리스(Tara Morice, 1964년 6월 23일 ~ )는 오스트레일리아의 배우이다.

## 출연 작품
- 피터 래빗 2: 파 프롬 가든 (2020)
- 댄스 아카데미 시즌2 (2012)
- 댄스 아카데미 시즌1 (2010)
- 추방된 아이들 (2010)
- 미라클 피시 (2009)
- 라즐 다즐 (2007)
- 9월 (2007)
- 캔디 (2006)
- 공포의 별장 (2004)
- 물랑 루즈 (2001)
- 호텔 소렌토 (1995)
- 메탈 스킨 (1994)
- 댄싱 히어로 (1992)
- 홈 앤 어웨이 (1988)